# エドワード・ケネディ・ジュニア

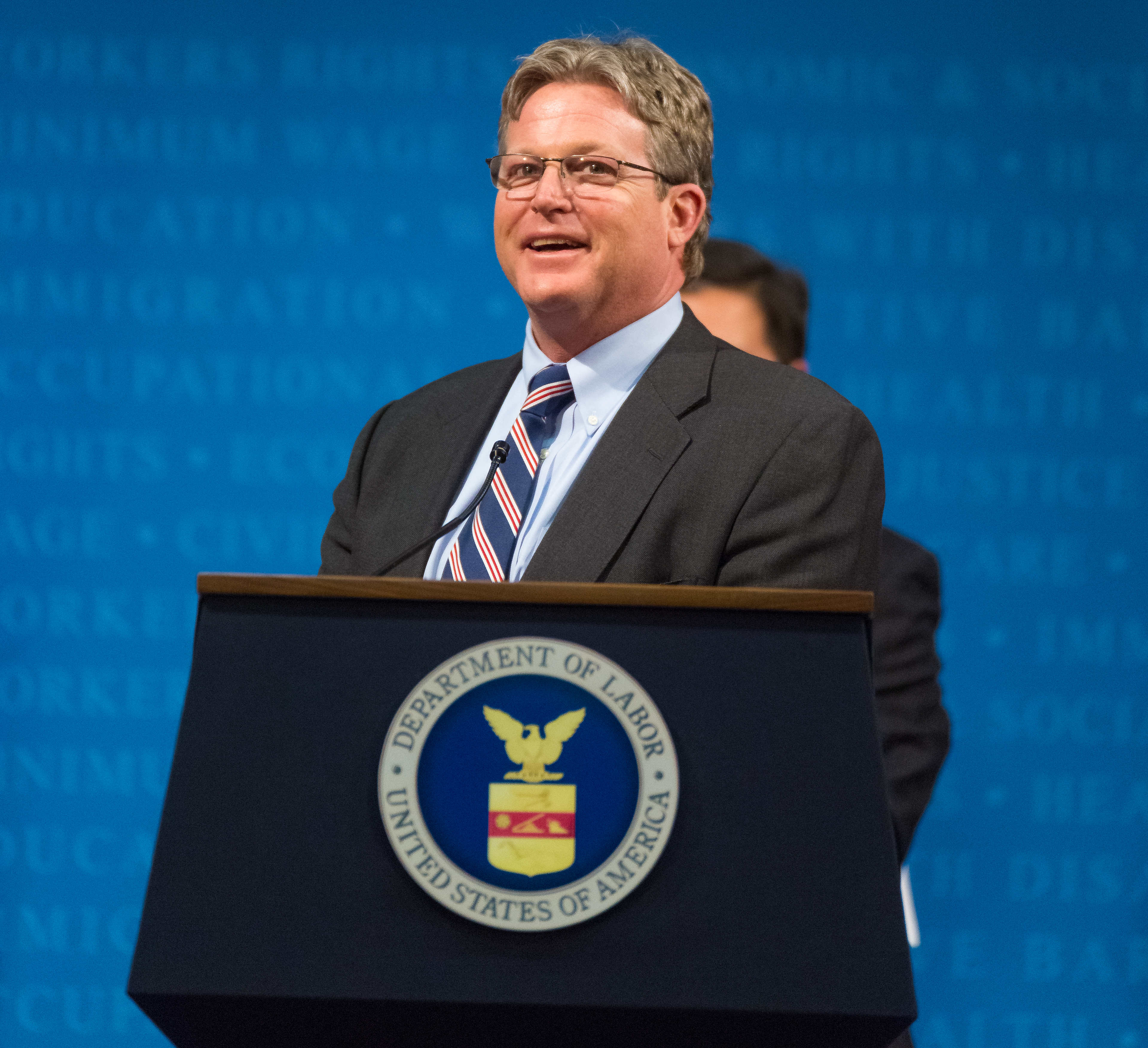
エドワード・ケネディ・ジュニア

エドワード・ムーア・ケネディ・ジュニア（Edward Moore Kennedy, Jr., 1961年9月26日 - ）は、アメリカ合衆国の実業家、政治家。上院議員のエドワード・ケネディとバージニア・ジョーン・ベネットの長男として生まれる。

## 略歴
名門ウェズリアン大学で学士号、エール大学大学院で修士号、コネチカット大学大学院で法学の博士号を取得している。卒業後、コネチカット州ニューヘイブンのWiggin & Dana法律事務所に勤務し、障害者問題を担当した。また、ビジネス開発会社であるMarwoodグループの共同出資者であり、代表を務めている。
1993年11月9日、ロードアイランドのブロック島でエール大学助教授のアン・キャサリンと結婚。カイリー・エリザベス・ケネディ (Kiley Elizabeth Kennedy) とエドワード・ムーア・ケネディ三世 (Edward Moore Kennedy III) の娘・息子に恵まれる。
2017年、AAPD(アメリカ障害者協会)の会長に就任。

## 政界
- コネチカット州議会上院議員 (2015-2019)

## 人物
1973年、右足に骨肉腫が見つかり足を切断することになった。この手術と同じ日に、父方の従姉であるキャスリーンの結婚式があり、父は結婚式に出席した後、手術が行われる病院に急行した。1986年にこの出来事に焦点を当てたテレビ映画「テッド・ケネディ・ジュニア・ストーリー」が制作された。